# NGC 3765
NGC 3765 (również PGC 35956) – galaktyka spiralna z poprzeczką (SBbc), znajdująca się w gwiazdozbiorze Lwa. Odkrył ją John Herschel 28 marca 1832 roku. Jest to galaktyka z aktywnym jądrem typu LINER.